# Приключения Томека на Чёрном континенте
«Приключения Томека на Чёрном континенте» (пол. Tomek na Czarnym Lądzie) — вторая книга польского писателя Альфреда Шклярского о приключениях польского мальчика Томека Вильмовского. Действие происходит в 1903 году во время экспедиции Томека и его взрослых товарищей по Африке.

## Сюжет
В путешествии, кроме Томека, принимают участие его папа Андрей Вильмовский, путешественник и зверолов Ян Смуга, боцман Тадеуш Новицкий, профессиональный проводник Хантер, а также Динго — любимый пёс Томека.
Основная цель экспедиции — поймать и привезти в Европу живых горилл и окапи, а также охота на африканских животных: бегемотов, слонов, носорогов и т. п.
Томек, главный герой романа, уже путешествовал по Австралии («Томек в стране кенгуру»). Он храбр, добр, умён и умеет метко стрелять. В предыдущей экспедиции он уже застрелил тигра, чем спас жизнь и себе, и Яну Смуге. В этот раз он также помогает звероловам выходить из сложных ситуаций: благодаря ему была убита горилла, которая могла лишить жизни охотников, был пойман молодой окапи, заманены в клетку леопарды.
С членами экспедиции случается много опасных приключений. Звероловы нанимали в Африке проводников и носильщиков. Так, прибыв в Момбасу (Кения), им пришлось просить носильщиков и ослов для перевозки грузов у работорговца Кастанедо. У него они увидели раба Самбо, избитого и привязанного к столбу. Боцман Новицкий по просьбе Томека избил Кастанедо и освободил Самбо, который отныне стал членом их экспедиции. Работорговец отомстил за содеянное — Смуга был ранен ножом с отравленным остриём. По счастливой случайности и благодаря чутью Динго, Новицкий, Томек и Хантер нашли Смугу. Он выжил благодаря лечению шаманов, работорговец же был безнаказанно убит Новицким. Во время одной из вылазок Томек сильно пострадал и даже находился при смерти. Однако, к удовлетворению героев, к финалу книги все цели их экспедиции были достигнуты и Томек выжил.

## Историческая основа
Проводник экспедиции, Джон Александр Хантер — реальное историческое лицо, охотник-профессионал, много лет проработавший в Кении. Вот только работал он там много позднее, чем описано в романе. В 1903 году Хантер ещё даже не приехал в Африку.